# 요시노 아키라
요시노 아키라(일본어: 吉野 彰, 1948년 1월 30일 ~ )는 일본의 화학자이며 엔지니어이다. 휴대 전화나 컴퓨터 등에 이용되는 리튬 이온 이차 전지 발명가 중의 한 사람으로 알려져 있다.
오사카 대학 대학원 공학박사, 아사히 카세이 명예연구원이며 A&T배터리 기술개발담당부장, 아사히 카세이 이온이차전지사업 추진실장, 아사히 카세이 요시노연구실 실장, 리튬이온전지 재료평가연구센터 이사장, 메이조 대학 대학원 이공학 연구과 교수 등을 역임했다. 2019년에 리튬 이온 전지를 개발한 공로로 존 B. 구디너프, 스탠리 휘팅엄과 함께 노벨 화학상을 수상했다.

## 주요 경력
- 1960년 : 스이타 시립 센리 제2초등학교 졸업
- 1963년 : 스이타 시립 제1중학교 졸업
- 1966년 : 오사카 부립 기타노 고등학교 졸업
- 1970년 : 교토 대학 공학부 석유화학과 졸업
- 1972년 : 교토 대학 대학원 공학연구과 석유화학 전공 석사과정 수료
- 1972년 : 아사히 카세이 공업 주식회사(현: 아사히 카세이 주식회사) 입사
- 1994년 : (주)A&T배터리 기술개발담당부장
- 1997년 : 아사히 카세이 이온이차전지사업추진실 실장
- 2003년 : 아사히 카세이 연구원
- 2005년 : 논문 박사로서 오사카 대학 대학원에서 공학박사 학위 취득[6][7]
- 2005년 : 아사히 카세이 요시노연구실 실장
- 2017년 : 메이조 대학 대학원 이공학연구과 교수

## 수상 경력
- 1999년 : 화학기술상(일본 화학회)
- 1999년 : Technical Award of Battery Division(미국 전기화학회)
- 2001년 : 이치무라 산업상 공로상(신기술개발재단)
- 2001년 : 간토 지방 발명 표창 문부과학대신 발명장려상(발명협회)
- 2002년 : 전국 발명 표창 문부과학대신 발명상(발명협회)
- 2003년 : 문부과학대신상 과학 기술 공로자(문부과학성)
- 2011년 : 야마자키 데이이치상(재료과학기술진흥재단)[8]
- 2011년 : C&C상(NEC)[9]
- 2012년 : IEEE Medal for Environmental and Safety Technologies(미국 IEEE)[a]
- 2013년 : 글로벌 에너지상(러시아)[11]
- 2013년 : 가토 기념상[12]
- 2014년 : 찰스 스타크 드레이퍼상
- 2018년 : 일본국제상(국제과학기술재단)[13]
- 2018년 : 주니치 문화상[14]
- 2019년 : 유럽 발명가상 비유럽부문(유럽 특허청)
- 2019년 : 노벨 화학상

### 상훈·영예
- 2004년 : 자수포장

### 주해
1. ↑  존 B. 굿이너프, 라치드 야자미와 공동 수상[10]

### 출전
1. 1 2 3  歴代受賞者略歴 吉野 彰 博士 - 일본국제상(국제과학기술재단), 2018년 5월 19일 확인
2. ↑  “リチウムイオン電池の産みの親 吉野彰プロフィール”. 《研究開発》. 아사히 카세이. 2011년 12월 23일에 원본 문서에서 보존된 문서. 2018년 5월 19일에 확인함.
3. ↑  (Press Release) 이력서 - 아사히 카세이, 2014년 1월 8일
4. ↑  “ノーベル化学賞に「リチウムイオン電池」開発の吉野彰さん”. 《NHK 뉴스》. 2019년 10월 9일. 2019년 10월 9일에 원본 문서에서 보존된 문서. 2019년 10월 9일에 확인함.
5. ↑  吉野 彰プロフィール 요시노 아키라 인터뷰 - AsahiKASEI, 2018년 5월 19일 확인
6. ↑  https://ir.library.osaka-u.ac.jp/repo/ouka/all/46077/19655_Abstract.pdf
7. ↑  https://hdl.handle.net/11094/46077
8. ↑  MST 2011.
9. ↑  C&C 2011.
10. ↑  Download the IEEE Medal for Environmental and Safety Technologies recipients Awards > Medal - IEEE, 2018년 5월 19일 확인
11. ↑  吉野彰氏、ロシアのノーベル賞・グローバルエネルギー賞受賞　西日本新聞보관됨 2013-06-26 - 웨이백 머신
12. ↑  加藤記念賞受賞者一覧 - 가토 과학진흥재단, 2018년 5월 19일 확인
13. ↑  “吉野 彰エネルギー基盤センター客員教授がJapan Prize「日本国際賞」を受賞 | トピックス”. 《규슈 대학(KYUSHU UNIVERSITY)》 (일본어). 2019년 10월 9일에 확인함.
14. ↑  中日文化賞 名城大学大学院理工学研究科教授 吉野彰氏 - 주니치 신문사, 2018년 6월 1일, 《주니치 신문》 2018년 5월 3일자에 게재된 기사